# ان‌جی‌سی ۲۲۳
ان‌جی‌سی ۲۲۳ (انگلیسی: NGC 223) نام یک کهکشان مارپیچی در صورت فلکی نهنگ است.